# نصف‌النهار ۱۰۵ درجه غربی
نصف‌النهار ۱۰۵ درجه غربی ۱۰۵مین نصف‌النهار غربی از گرینویچ است که از لحاظ زمانی ۷ساعت و ۰دقیقه با گرینویچ اختلاف زمانی دارد.
این نصف‌النهار از قطب شمال شروع و از مناطق زیر گذشته و به قطب جنوب ختم می‌شود.
- کانادا
- ایالات متحده آمریکا
- اقیانوس آرام